# Anna Iskra
Anna Iskra, z domu Buśko (ur. 23 lutego 1962) – polska biegaczka, specjalizująca się w biegach biegach długodystansowych i biegach ulicznych, mistrzyni Polski, reprezentantka Polski.

## Kariera sportowa
Pochodzi z Dębowca. Była zawodniczką Agrosu Zamość i AZS Katowice.
Na mistrzostwach Polski seniorów zdobyła osiem medali, w tym dwa złote w biegu na 20 km (1986, 1987), dwa srebrne w biegu na 10 000 m (1986, 1988) jeden srebrny w biegu na 20 km (1988) oraz brązowe medale w biegu na 5000 m (1987), biegu na 20 km (1985) i biegu przełajowym na 4 km (1987).
Reprezentowała Polskę na przełajowych mistrzostwach świata w 1986 (91 m.) i 1987 (92. m.) oraz mistrzostwach świata w biegu ulicznym na 15 km w 1985 (61 m.).
Rekordy życiowe:
- 1500 m – 4:25,3 (22.05.1982)
- 3000 m – 9:21,62 (14.08.1988)
- 5000 m – 16:09,59 (10.09.1988)
- 10000 m – 33:31,25 (30.07.1988)
- maraton – 2:39:38 (04.10.1987)